# Kenya Television Network
Kenya Television Network (KTN) est une chaîne de télévision kenyane appartenant à Standard Group.